# Euphorbia cryptospinosa
Euphorbia cryptospinosa är en törelväxtart som beskrevs av Peter René Oscar Bally. Euphorbia cryptospinosa ingår i släktet törlar, och familjen törelväxter. Inga underarter finns listade i Catalogue of Life.

## Bildgalleri

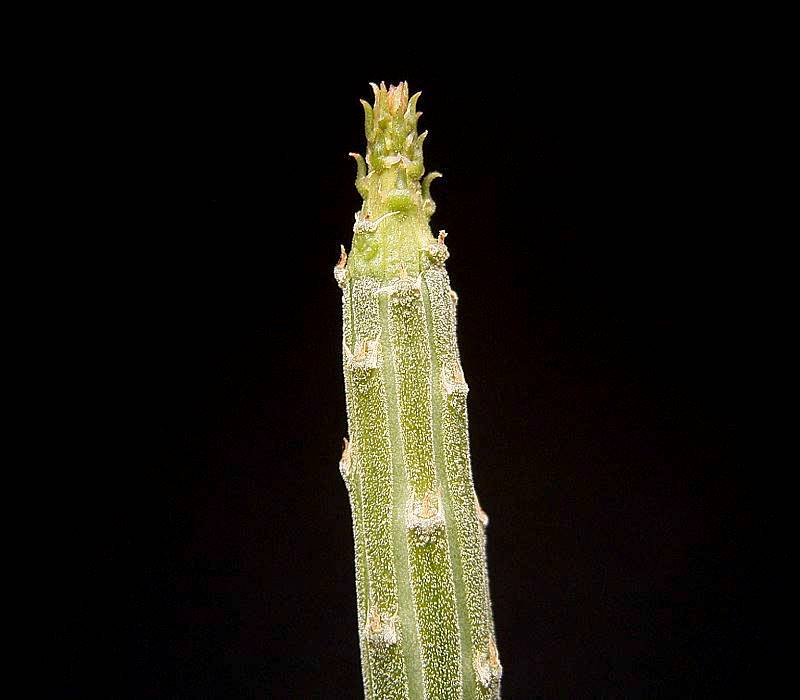
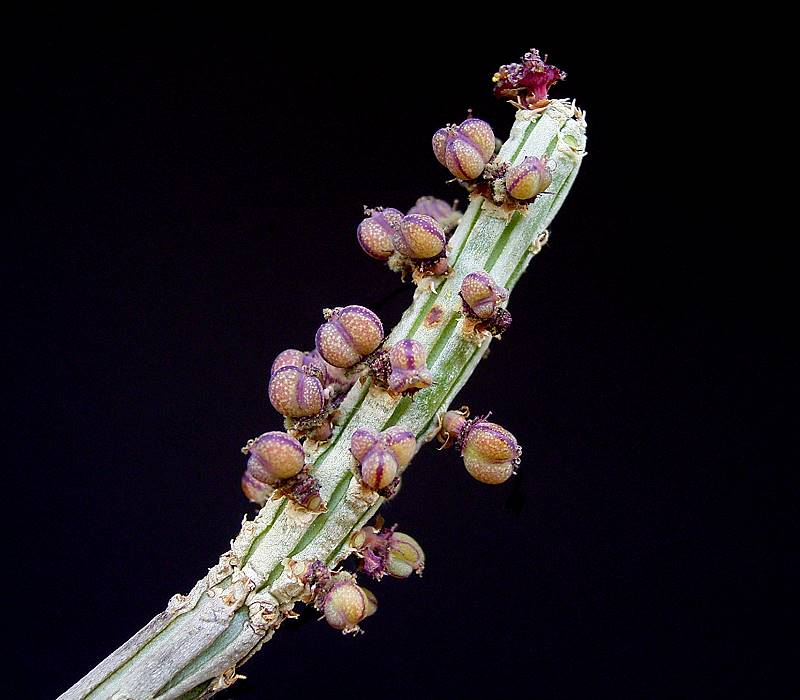
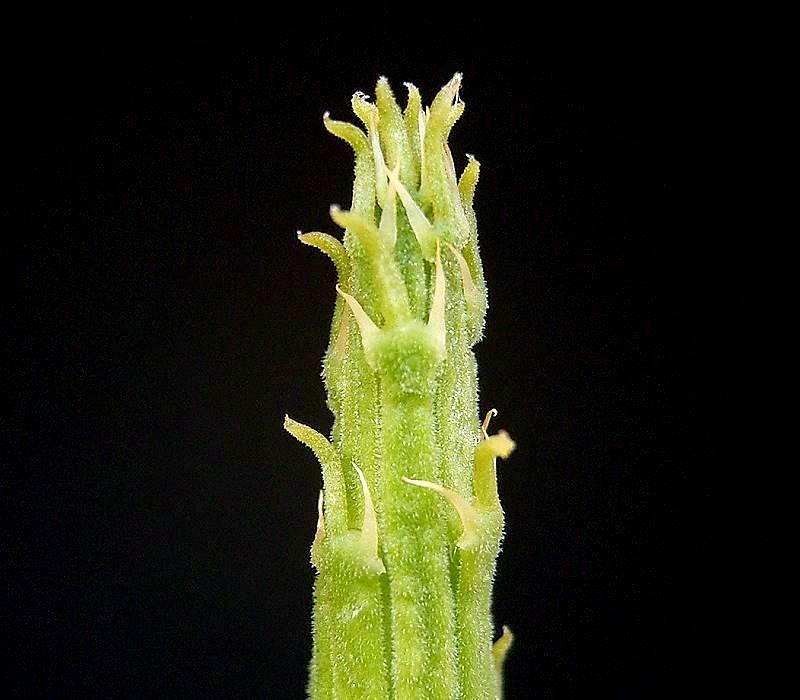